# Pierre le Grand (film, 1937)
Pour les articles homonymes, voir Pierre le Grand.
Pour plus de détails, voir Fiche technique et Distribution.
Pierre le Grand (Пётр Первый, Pyotr pervyy) est un film soviétique en deux parties réalisé par Vladimir Petrov, sorti en 1937 et 1938.

## Synopsis
La vie et le règne du Tsar Pierre le Grand.

## Fiche technique
- Titre : Pierre le Grand
- Titre original : Пётр Первый (Pyotr pervyy)
- Réalisation : Vladimir Petrov
- Scénario : Vladimir Petrov, Nikolay Leshchenko et Alexis Nikolaïevitch Tolstoï
- Photographie : Viatcheslav Gordanov et Vladimir Iakovlev (ru)
- Musique : Vladimir Chtcherbatchiov
- Pays d'origine : URSS
- Format : Noir et blanc - 1,37:1 - Mono
- Genre : biographie
- Date de sortie : 1937 - 1938

## Distribution
- Nikolaï Simonov : Pierre le Grand
- Alla Tarassova : Catherine Ire
- Mikhaïl Jarov : Alexandre Danilovitch Menchikov
- Nikolaï Tcherkassov : Alexis Petrovitch de Russie
- Edgar Garrick : Charles XII